# Torre de Mariola
La Torre de Mariola és una torre de vigilància, d'època andalusina, probablement del segle xi al terme municipal de a Bocairent (la Vall d'Albaida). Gaudix de la protecció de bé d'interès cultural (BIC). És a l'Alt de Mariola, a la Serra Mariola i paratge natural del mateix nom, i a les proximitats de l'àrea recreativa en què es troben la Casa i la Font de Mariola. Des de les proximitats d'aquesta font es pot ascendir a la torre amb relativa facilitat, gaudint d'unes espectaculars vistes.

## Descripció historicoartística
Aquesta és una torre que s'ha utilitzat durant tota la seva història com a torre defensiva degut a la seva situació estratègica, al capdamunt de la Serra Mariola. Els orígens de la seva ocupació humana es remunten a l'edat del bronze, encara que les restes de la torre que es conserven actualment són de l'època andalusina, probablement del segle xi. També hi ha una antiga llegenda que relaciona la torre, la font i el paratge amb un primitiu establiment romà. La fortalesa, de petites dimensions, havia de servir com a punt d'observació i refugi per als pobladors de les alqueries properes.
Fonamentada sobre la mateixa roca del cim, està construïda amb pedres i argamassa. La torre té una planta quadrangular de 8 x 9 m, amb murs d'1,6 m. de gruix. S'aixeca fins a uns 5 m d'alçada sobre la base, havent perdut bona part de la seva estructura superior. El seu estat actual és d'abandó i ruïna.